# 온타리오 수력 발전
온타리오 수력 발전(Ontario Hydro) 혹은 온타리오 하이드로는 온타리오주 수력 발전 위원회(Hydro-Electric Power Commission of Ontario)의 공식 명칭이자 발전회사 이름이다.
1906년에 위원회는 여러 개인 사업자들이 운영하던 나이아가라 폭포 발전소들과 연결할 송전선을 건설하기로 결의했다.
또한 개인 소유의 발전소와 장비들을 인수하고 새로운 발전소를 건설하기로 했다. 이후 가장 급격히 발전하는 수력 발전 회사가 되었고 후에 석탄 화력 발전소와 원자력 발전소까지 사업 영역을 확대했다. 1990년대에 북미에서 가장 크고, 독점적인 발전회사가 되었다.
마침내 1999년 4월 온타리오 수력 발전은 5개의 회사로 분할되었다.

## 같이 보기
- 나이아가라 폭포